# Letiště Cork
Letiště Cork  (irsky Aerfort Chorcaí, IATA: ORK, ICAO: EICK, je jedno ze tří hlavních mezinárodních letišť v Irsku (spolu s letištěm Dublin a letištěm Shannon. Nachází se asi 8 km jižně od města Cork na území známém jako Ballygarvan v hrabství Cork. Letištěm přecházejí mnozí pasažéři z Irska, Velké Británie a evropských destinací. V roce 2007 letištěm prošlo 3,2 milionu cestujících, čímž se stalo třetím největším letištěm v Irsku v počtu odbavených pasažérů. Na letišti se nachází významná základna společnosti Aer Lingus, jakož i společností Aer Arann a Ryanair.

## Stálá nákladní doprava
- Bluebird Cargo (Kolín-Bonn, Edinburgh, Keflavik)
- DHL
  - Operuje jako Atlantic Airlines (East Midlands)

## Handling agenti
letištní pozemní handling agenti:
- Aer Lingus
- Servisair
- Sky Handling Partner